# Andrzej Szczudlik (polityk)
Andrzej Szczudlik (ur. 31 października 1900 w Posadzie Olchowskiej, zm. 14 października 1971) – polski działacz robotniczy, socjalistyczny i komunistyczny, starosta powiatu sanockiego, przewodniczący MRN w Sanoku, poseł na Sejm PRL II kadencji.

## Życiorys

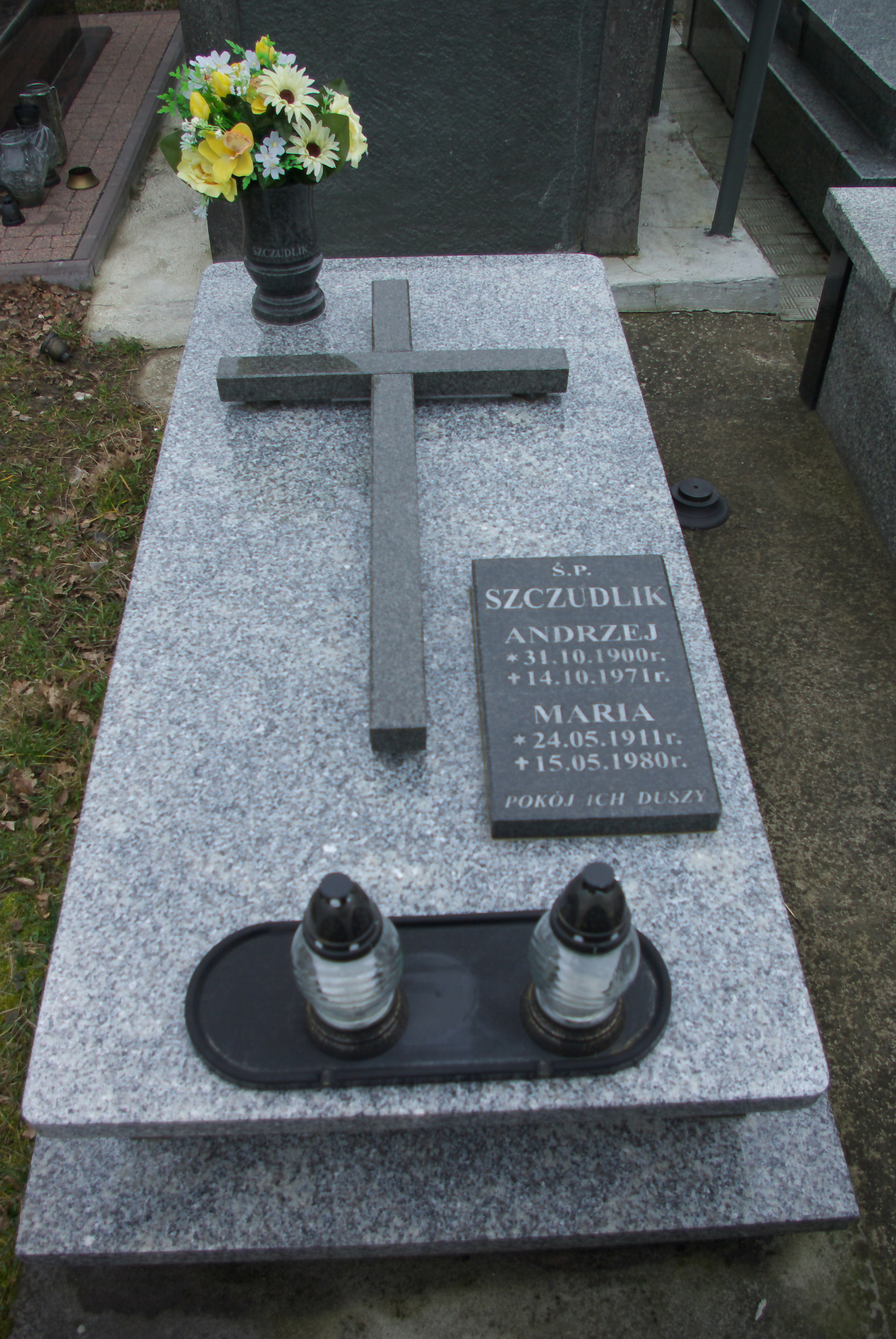
Nagrobek Andrzeja i Marii Szczudlików w Sanoku

Urodził się 31 października 1900 we wsi Posada Olchowska (późniejsza dzielnica Sanoka). Był synem Jana Szczudlika i Anny także z domu Szczudlik. Jego dziadek i ojciec pracowali w sanockiej Fabryce Wagonów. W Posadzie Olchowskiej ukończył cztery klasy szkoły podstawowej, po czym klasy 5-7 w szkole wyższej przy ulicy Mickiewicza w Sanoku. W 1915 rozpoczął pracę w zakładzie ślusarskim Fabryki Wagonów. Równolegle dokształcał się, uczęszczając do wieczorowej szkoły przemysłowej, uzyskał tytuł ślusarza. Odbył służbę wojskową w latach 1918-1921. w tym uczestniczył w wojnie polsko-bolszewickiej w 1919. Po powrocie z frontu nadal pracował w Fabryce Wagonów. W zakładzie zaangażował się w działalność kulturalno-oświatową, zorganizował kółko teatralne (jego próby odbywały się w domu gminnym Posady Olchowskiej), w ramach którego w 1925 powstała orkiestra młodzieżowa oraz „Koło Młodzieży”, które po roku uległo przekształceniu w oddział Uniwersytetu Ludowego im. Adama Mickiewicza. Działał w Organizacji Młodzieży Towarzystwa Uniwersytetu Robotniczego (OMTUR). Od 1923 był członkiem aktywistą Klasowego Związku Zawodowego Metalowców i Polskiej Partii Socjalistycznej. Z ramienia tych organizacji sprawował mandat członka rady i członka zarządu Powiatowej Kasy Chorych w Sanoku.
W pierwszej połowie lat 30. z powodu trudnej sytuacji ekonomicznej utracił stanowisko pracy, po czym został ponownie zatrudniony w fabryce dzięki wstawiennictwu posła na Sejm RP, Wilhelma Topinka, działacza Związku Metalowców i partii PPS. Ponadto w latach 30. Działał w PPS, ponadto z ramienia tej partii był wybrany do Rady Miejskiej oraz był ławnikiem w Sanoku. W wyborach 1939 został radnym Sanoka.
Po wybuchu II wojny światowej podczas okupacji niemieckiej 1939-1945 pracował w podwoziarni sanockiej fabryki u mistrza Gajdy. Jednocześnie wraz z innymi aktywistami reaktywowali w konspiracji sanocki oddział PPS, a od jesieni 1940 był przewodniczącym powiatowej komórki konspiracyjnej formy PPS działającej pod nazwą Polska Partia Socjalistyczna – Wolność, Równość, Niepodległość. W tym czasie ukrywał się też przed gestapo.
Po zakończeniu działań wojennych w Sanoku 25 września 1944 z ramienia PPS został wybrany delegatem do Tymczasowej Powiatowej Rady Narodowej w Sanoku oraz mianowany II wiceprzewodniczącym prezydium PRN. Przy wsparciu Armii Czerwonej 28 września 1944 zasiadł w prezydium PRN w Sanoku oraz został mianowany starostą powiatu sanockiego. Podczas pierwszego posiedzenia PRN w Sanoku 2 października 1944 był wiceprzewodniczącym. Podczas konferencji partyjnej w dniach 1-2 czerwca 1947 w Rzeszowie został wybrany członkiem Rady Wojewódzkiej PPS, członkiem wojewódzkiego Komitetu PPS. 24 listopada 1947 wybrany delegatem na Kongres PPS. Urząd starosty sanockiego pełnił do 3 listopada 1948 (miał zostać zmuszony do rezygnacji z pełnionej funkcji z uwagi na jego działalność w PPS, co stało sprzeczności z dążeniami władz PPR; jego następcą został Mieczysław Kaczor). Wcześniej, 1 kwietnia 1948 zrezygnował z władz partyjnych (wraz z nim ustąpili działacze, m.in. Filip Schneider, Roman Baczyński). W okresie urzędowania był organizatorem administracji państwowej w powiecie. Przyczynił się do przekazania centralnej dotacji na odbudowę sanockiej Fabryki Gumy.
Po zwolnieniu z posady ponownie został zatrudniony w Sanockiej Fabryce Wagonów „Sanowag”. Uzyskał tytuł technika technologa. Po zjeździe zjednoczeniowym PPR i PPS oraz powstaniu PZPR został pozbawiony legitymacji partyjnej; później przed 1957 został zrehabilitowany. Od 29 listopada 1956 do 15 lutego 1958 pełnił stanowisko przewodniczącego Prezydium Miejskiej Rady Narodowej (MRN) w Sanoku (wiceprzewodniczącym był Mieczysław Przystasz). W 1957 został przewodniczącym Kolegium Karno-Orzekającego w Sanoku. Ponownie został wybrany radnym w 1958. Po wyborach ze stycznia 1958 został nieetatowym zastępcą przewodniczącego MRN Stanisława Potockiego i pełnił te obowiązki do 27 listopada 1958, gdy został odwołany za „niezdyscyplinowanie”.
Był członkiem PZPR. Został wybrany posłem na Sejm PRL II kadencji z ramienia PZPR. Mandat uzyskał w okręgu 78 Sanok i pełnił od 20 lutego 1957 do 20 lutego 1961. Należał do sejmowej Komisji Budownictwa i Gospodarki Komunalnej.
Później powrócił do pracy w Sanockiej Fabryce Autobusów „Autosan” i pozostał w niej do przejścia na emeryturę. Pochlebnie o Andrzeju Szczudliku wypowiedział się po latach Józef Stachowicz, określając go jako „przyzwoitego człowieka”.
Od 1930 jego żoną była Maria z domu Feduś (1911-1980). Oboje zostali pochowani we wspólnym grobowcu na Cmentarzu Posada w Sanoku. Mieli troje dzieci: córkę Zofię oraz synów Aleksandra i Jerzego.